# Arquipélago de Santana
Santana é um arquipélago brasileiro no oceano Atlântico a oito quilômetros da costa de Macaé, litoral do Rio de Janeiro, formado pelas ilhas de Santana, do Francês e pelo ilhote Sul. A ilha principal apresenta em torno de 115 hectares, já as duas restantes pouco mais de 75 hectares juntas.

## Características
O arquipélago tem como localidade mais próxima Macaé, cidade a cento e oitenta quilômetros da capital do estado, da qual pode-se ter acesso através da BR-101 ou da RJ-168. Partindo de Macaé, o acesso às ilhas pode ser feito também de barcos alugados no mercado municipal local ou no Iate Clube da cidade.
Considerado um santuário ecológico, o arquipélago abriga colônias de gaivotas e várias outras espécies de aves que migram da América do Norte no período do inverno. Na ilha principal, Santana, localiza-se uma base da Marinha brasileira, onde um antigo farol, construído em 1901, ainda está em funcionamento.
Por possuir uma base da Marinha, as ilhas só podem ser visitadas mediante autorização prévia da Capitania dos Portos fluminense.